# キア・レイ
レイ（Ray 、레이）は、韓国のKIAが製造・販売しているキョンチャ(韓国版軽自動車)の軽トールワゴン。韓国専売車種である。

## 初代 （2011年 - 2017年）
2011年11月9日、韓国にて発表。同年12月20日に発売をスタートした。
同社のコンパクトカーである2代目モーニングとプラットホームを共有し、エンジンは出力78PSの「Kappa（カッパ）1.0MPI」を搭載（ガソリンとガソリン/LPGのバイフューエルを設定）。サイズと排気量は韓国内での軽車（キョンチャ）（日本の軽自動車～リッターカークラスに相当）基準となる。
エクステリアデザインについては日本でいうところの軽自動車のトールワゴンであり、助手席側に韓国車初のピラーレス構造のスライドドアを装備。起亜車のデザインアイコンである「タイガーグリル」についてはヘッドライトの一段下に設けられているため、一見グリルレスに見えるようになっている。機能性については先述のスライドドアに加えてインパネシフトとシート内蔵のシートベルト（助手席側）を採用することで乗降性と操作性、ならびに使い勝手に配慮している。また、ABSやエアバッグはもちろん、VSMやヒルアシストコントロール、カーテンシールドエアバッグ、LEDリヤコンビネーションレンズも備えることでクラスを超えた安全性をアピールしている。
グレードはガソリン、バイフューエルとも「デラックス」「デラックススペシャル」「ラグジュアリー」「プレステージ」の4種を設定。
2012年9月5日、1.0L・Kappaターボエンジン仕様を追加。出力を106PSまで上げると同時に、燃費をNA比約9％UPとなる18.6Km/Lまで向上させている。

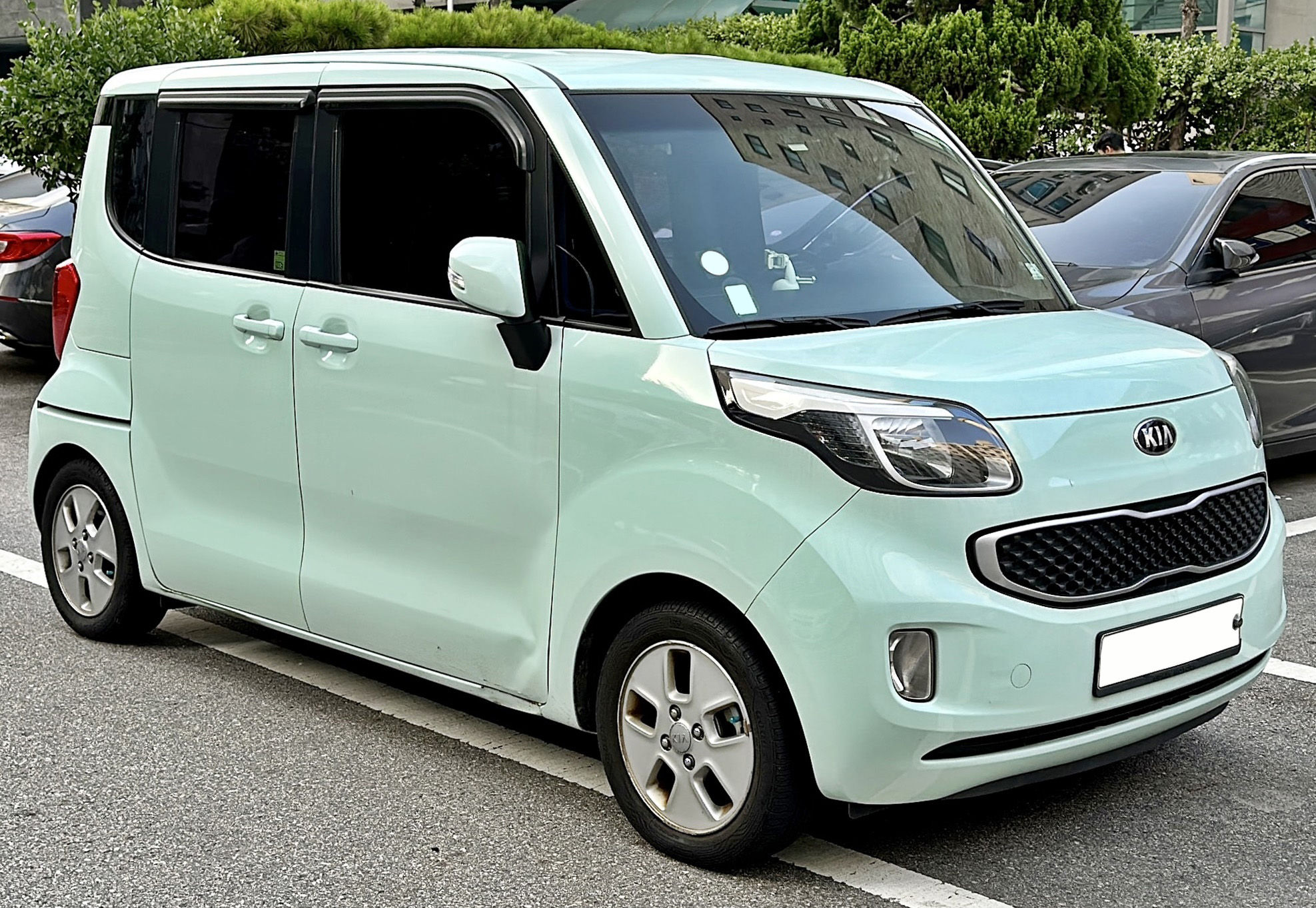
フロント
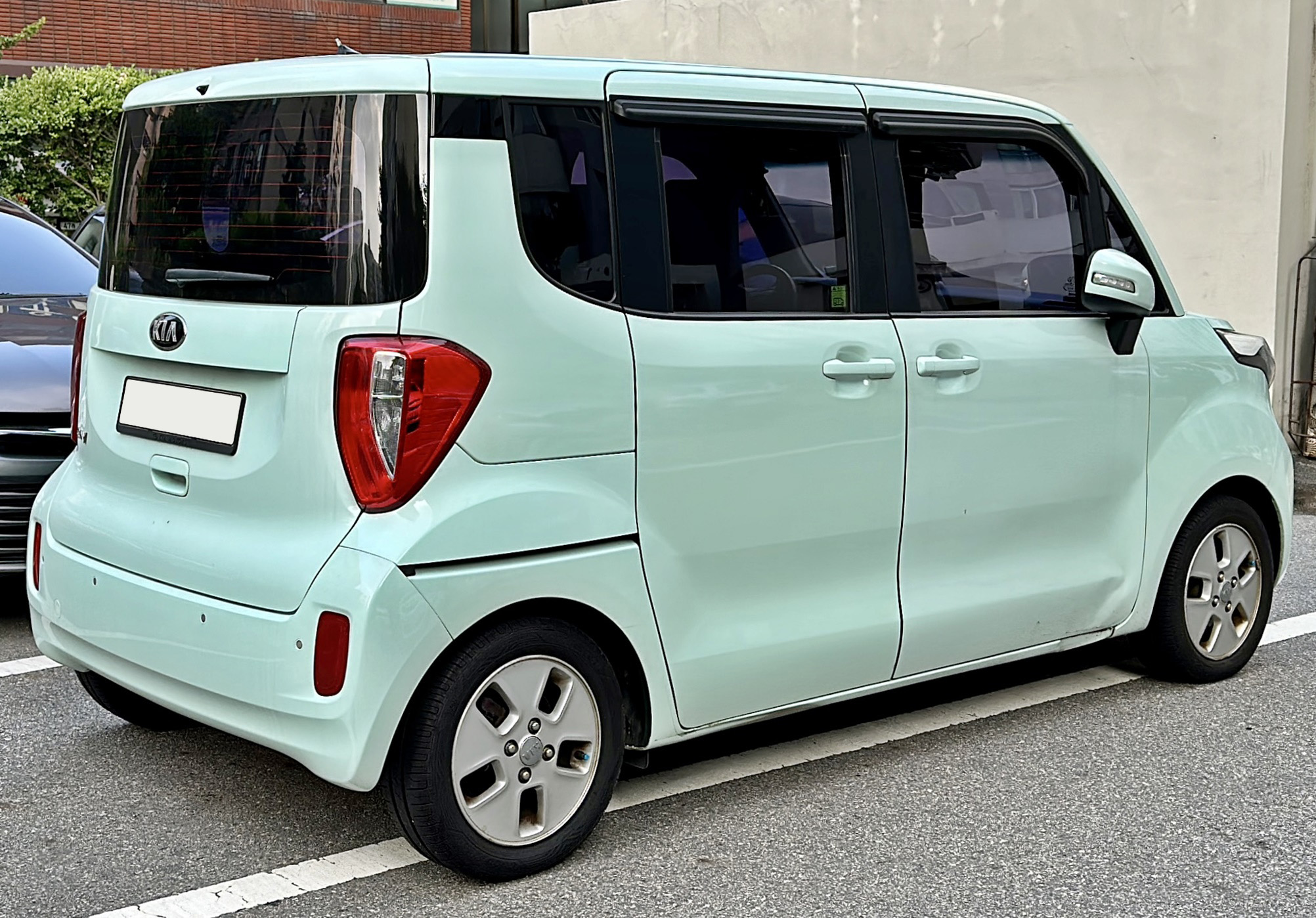
リア
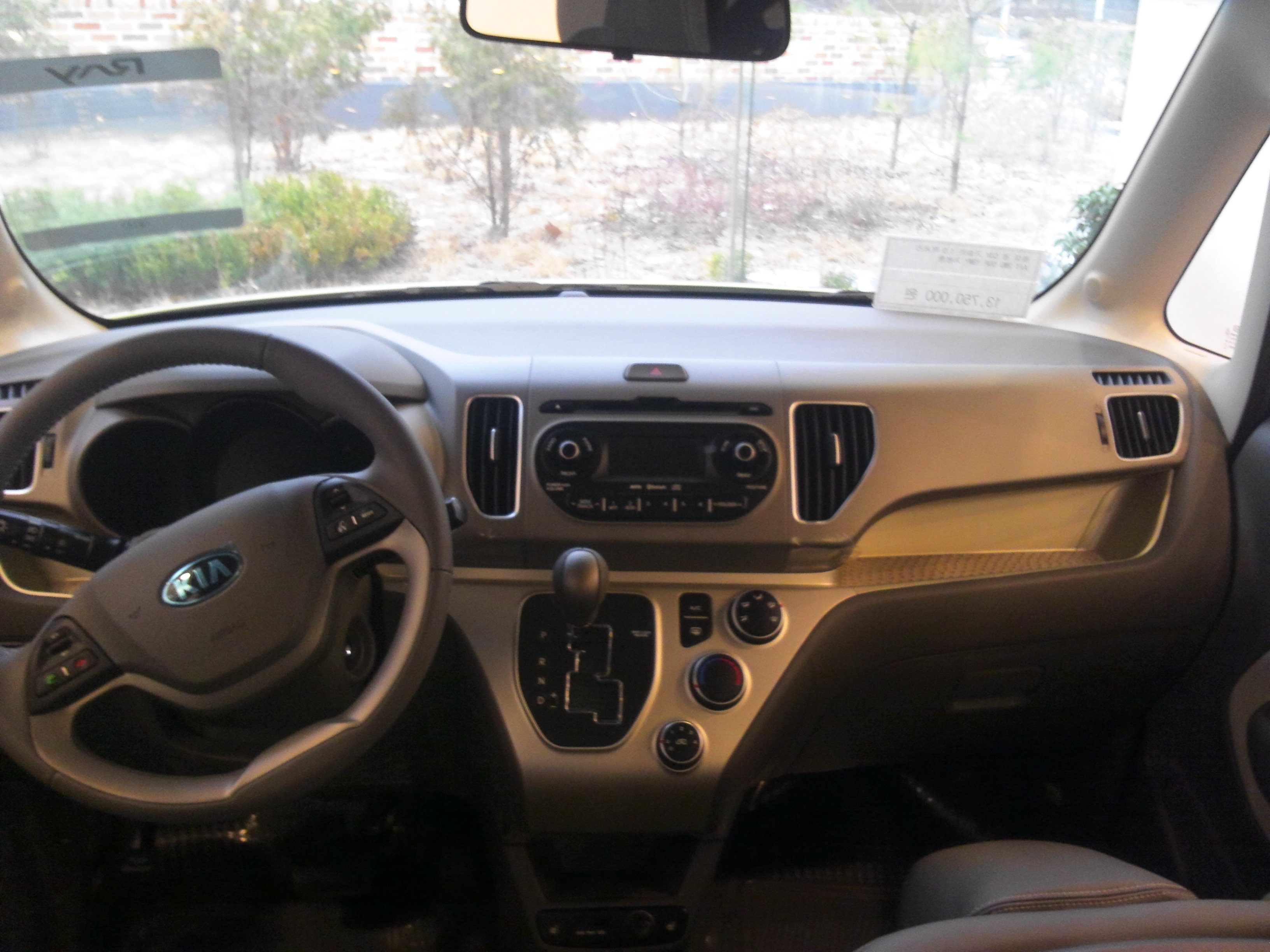
インテリア

### EV
12月22日、電気自動車「Ray EV」を発表。レイをベースに50kWのモーターと16.4kWhのリチウムイオンバッテリーを搭載、一回の充電で走行可能な距離は139km、そして最高速度は130km/hを誇る。なお同車は官公庁向けに2,500台が販売される予定となっている。

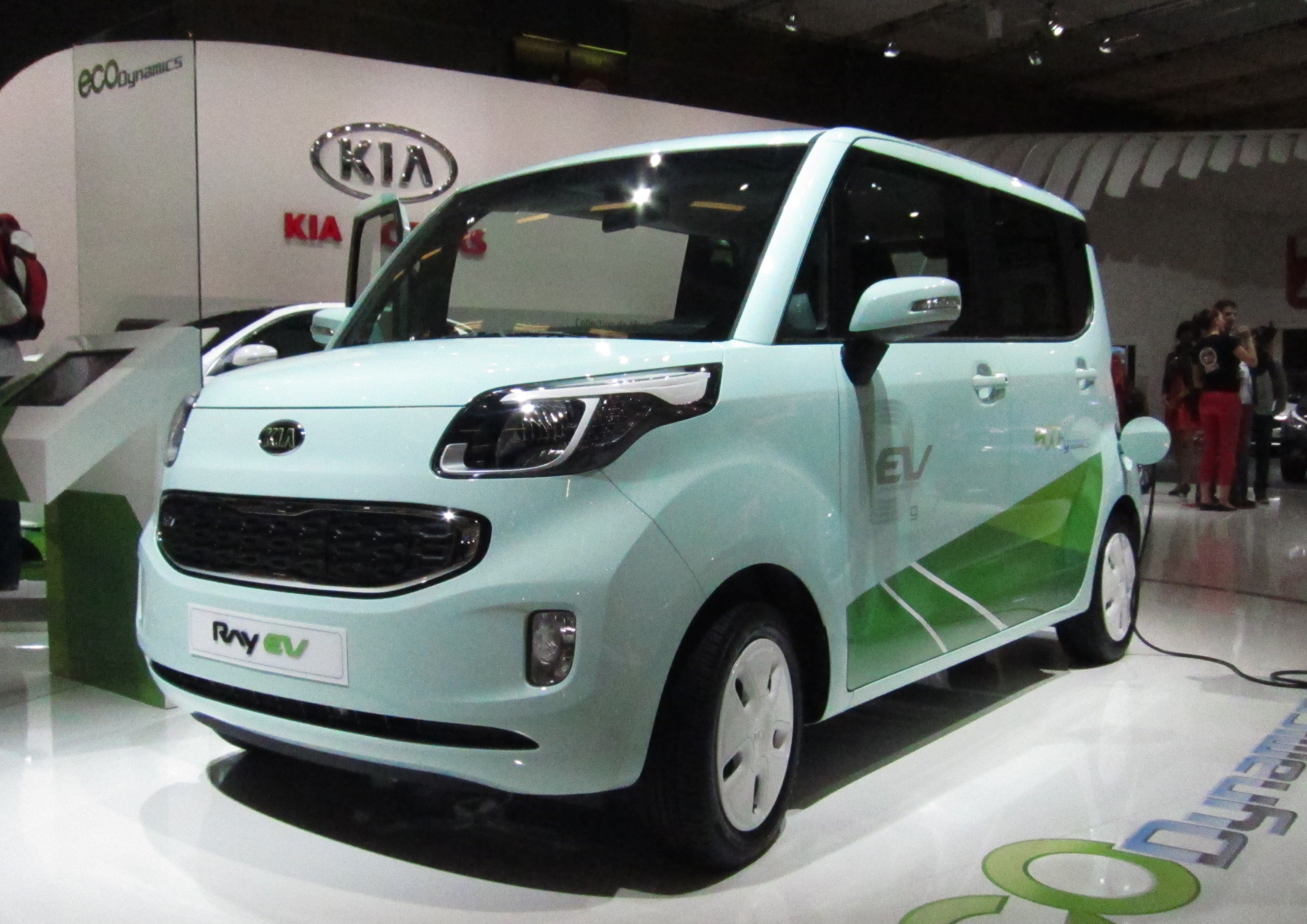
EV フロント
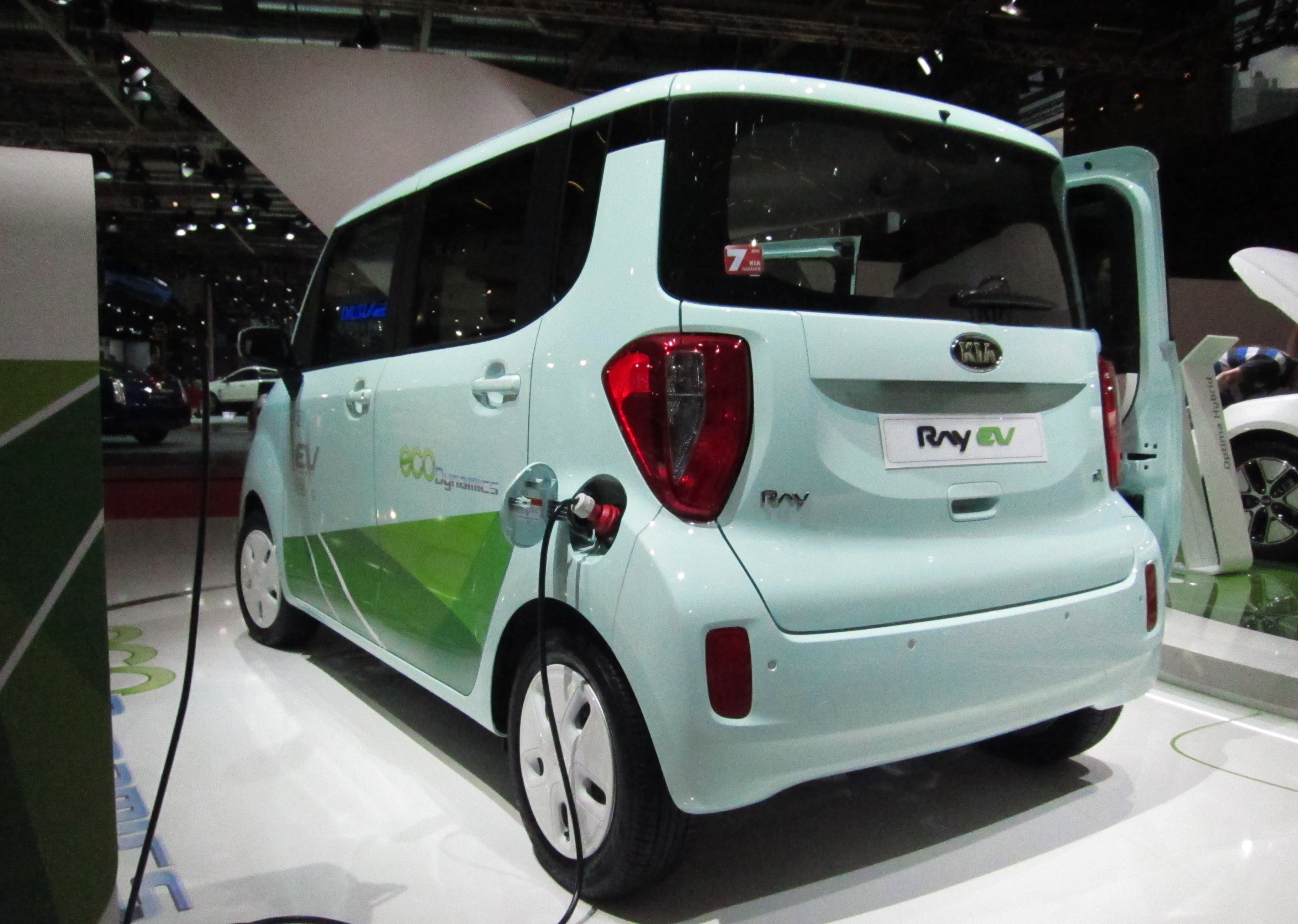
EV リア
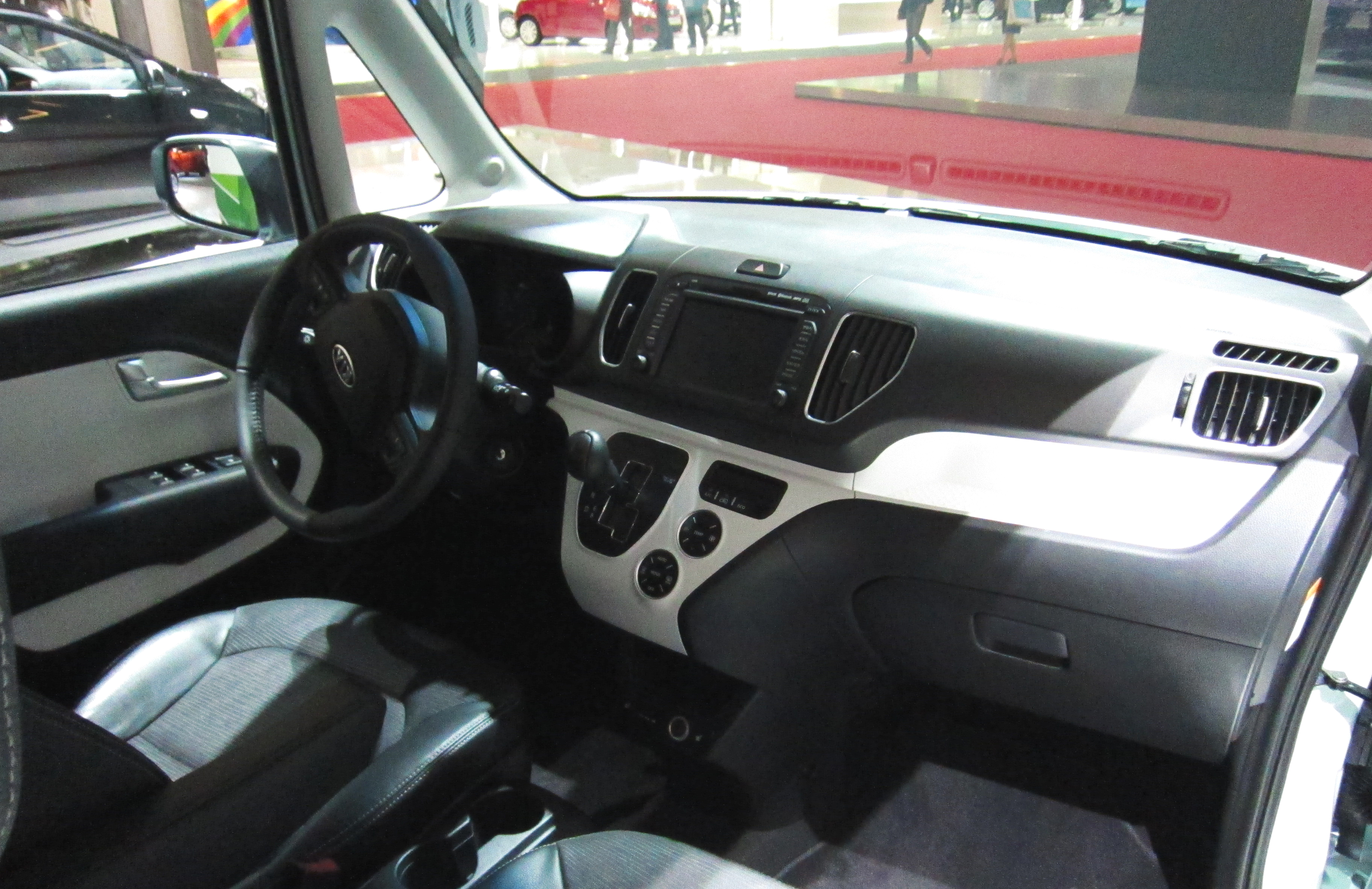
EV インテリア

## 2代目（2017年 - 2022年）
2017年12月13日、マイナーチェンジし、「The new RAY」を名乗る。前後レンズおよびバンパーのデザインを一新した。

リアシートを撤去した2シーター及び1シーター仕様の商用グレード(広義の軽ボンネットバン)も存在しているが、シートバック(1シーターはドライバー右側にも)にバルクヘッドが存在しているためせっかくのBピラーレス・スライドドア車の利点である開口部の大きさがスポイルされてしまう結果となってしまっている。

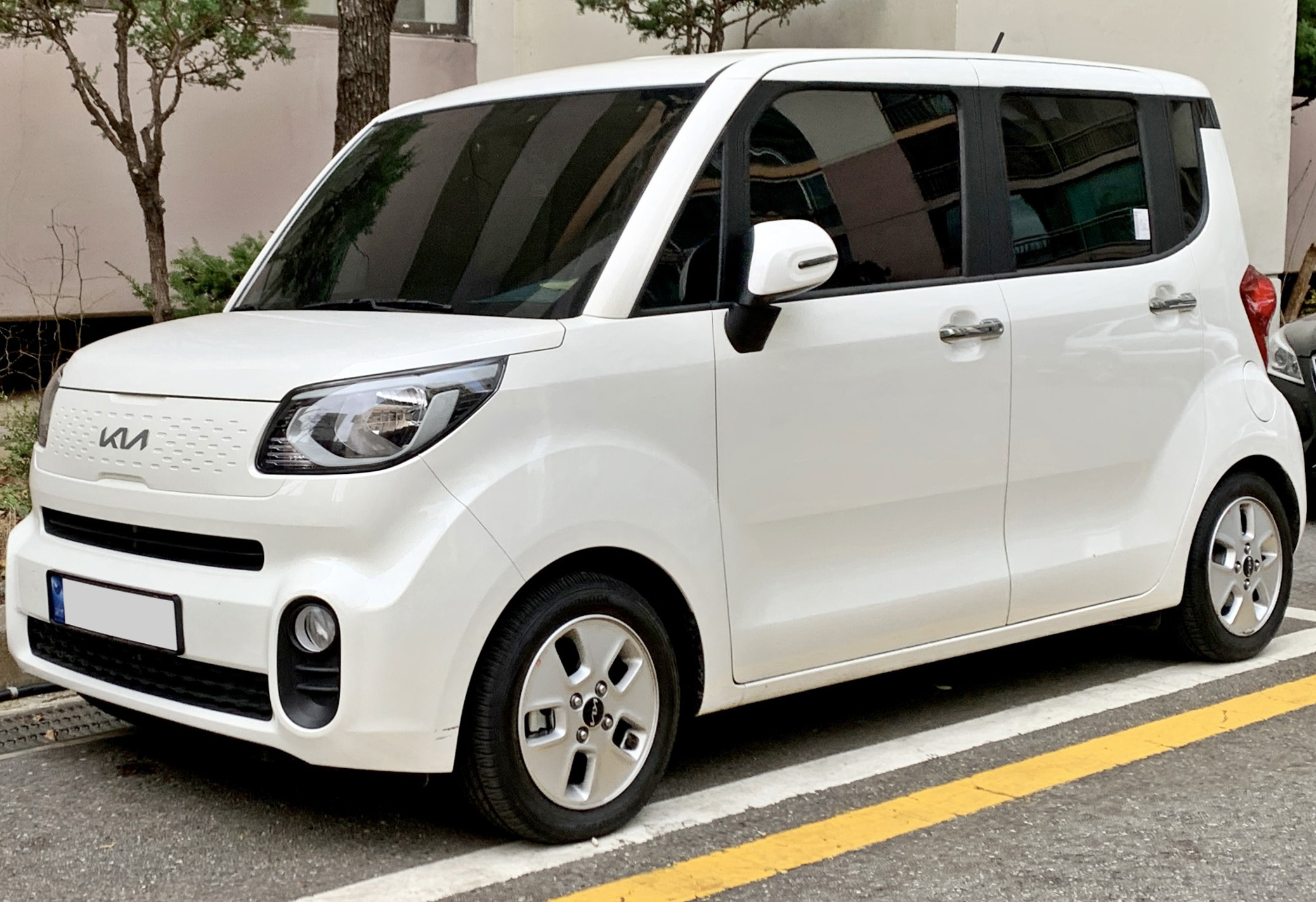
フロント
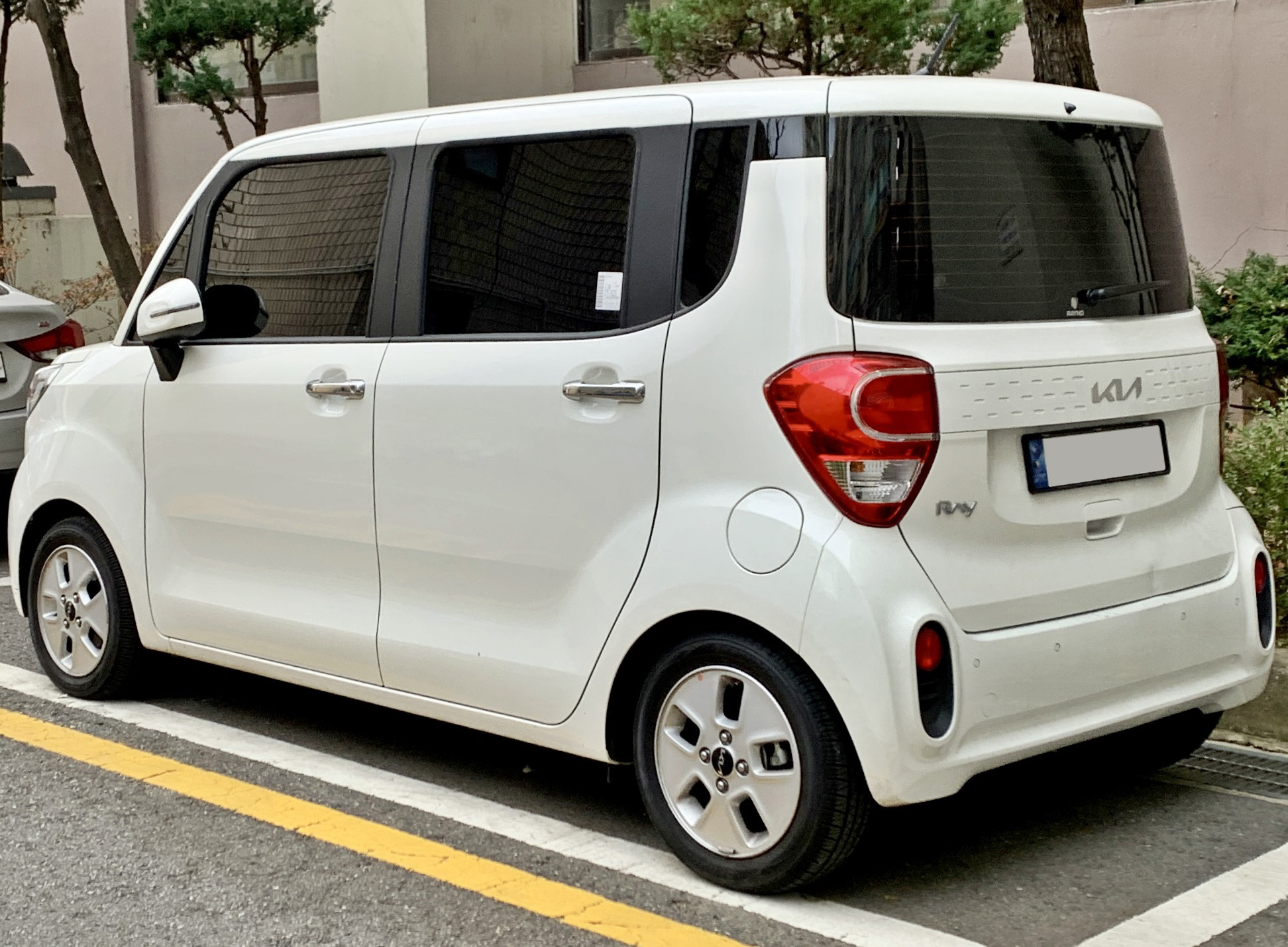
リア

## 3代目（2022年 - ）
2022年8月10日にデザインが公開された後、9月1日に発売された。最高出力76馬力(約55.9kW)、最大トルク9.7kgf・m(約95.1Nm)を発揮する。
先代の外観を継承しながら、新しいデザイン要素で洗練された雰囲気を作り出している。フロント部分は「スターマップシグネチャーライティング」とすっきりとしたセンターガーニッシュ、新しいバンパーが重厚な印象を与えている。
車線維持支援(LFA)などの運転支援システムを多数搭載している。また、運転席を含むすべての座席をフルフラットに折りたたむことができ、広々とした室内空間を提供する。
そして、スマートフォンを通じてエンジンをかけたり、エアコンの操作などが遠隔操作できる「Kia Connect」、「Kia Pay」、「Home IoT機能」などを搭載している。

### EV
2023年8月24日に予約を開始した。
モーターは、最高出力64.3kW(約87PS)、最大トルク147Nmを発揮し、ガソリンモデルを大幅に上回る。

### The 2025 Ray
2024年10月2日に発売された。

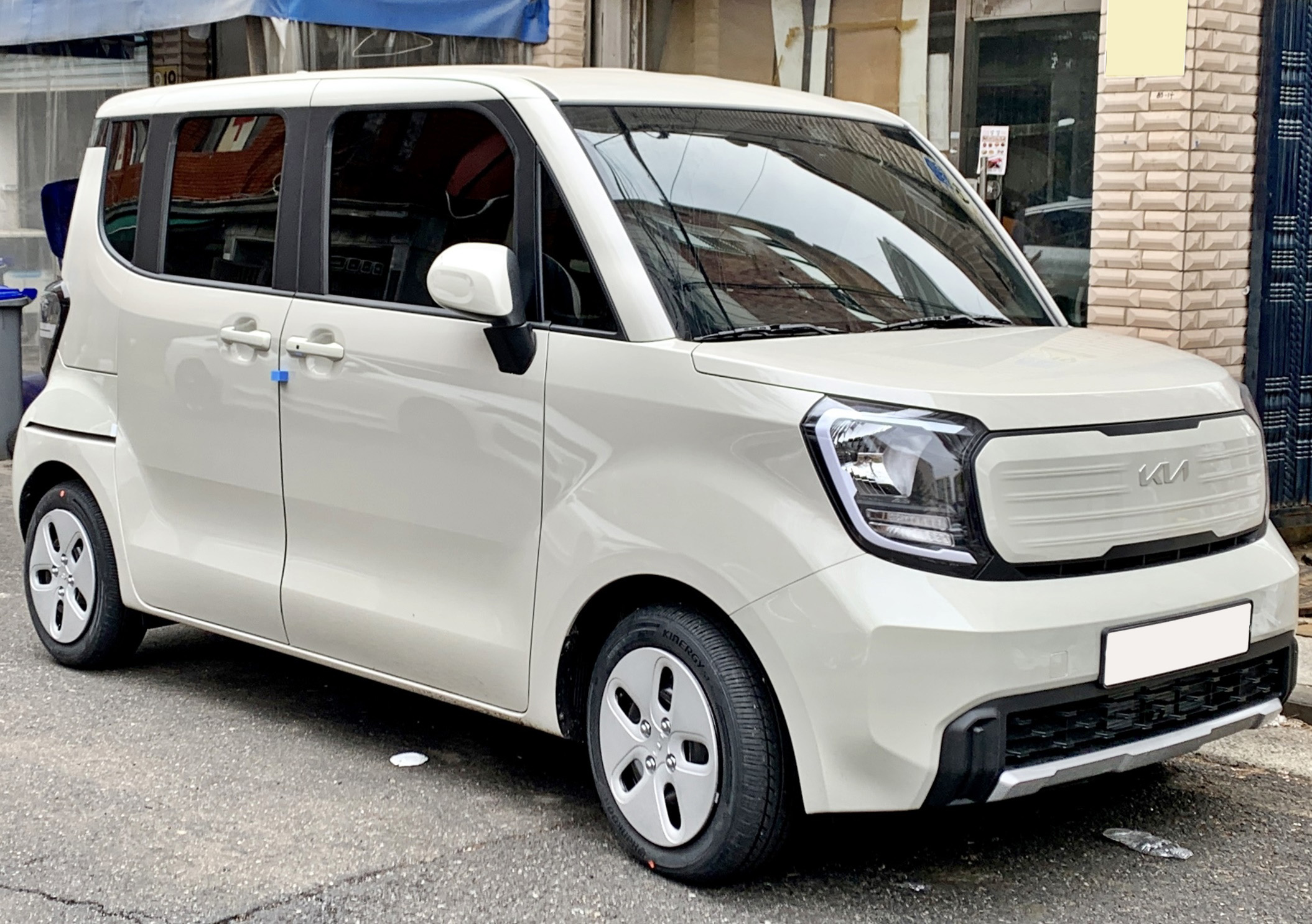
フロント
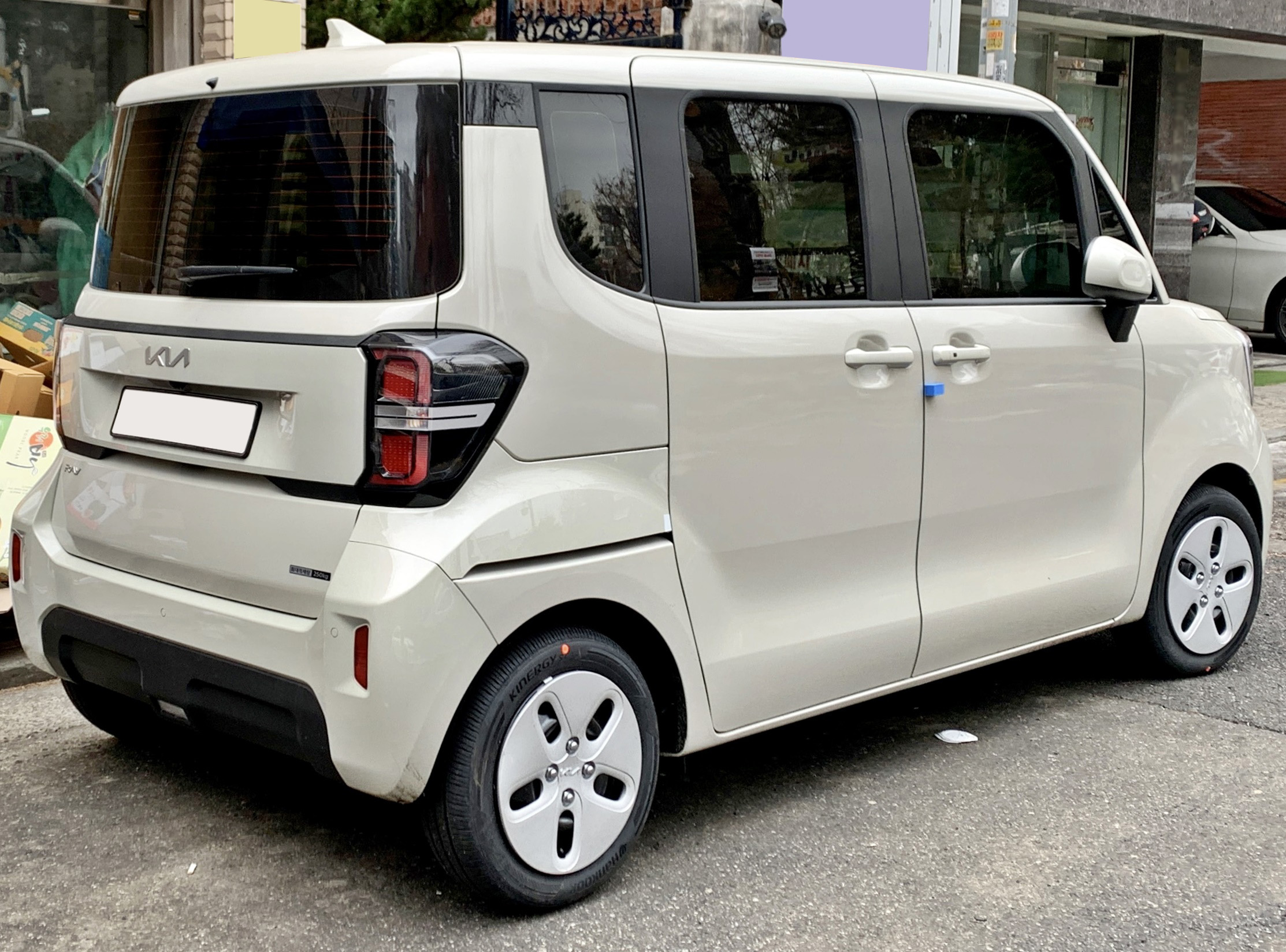
リア
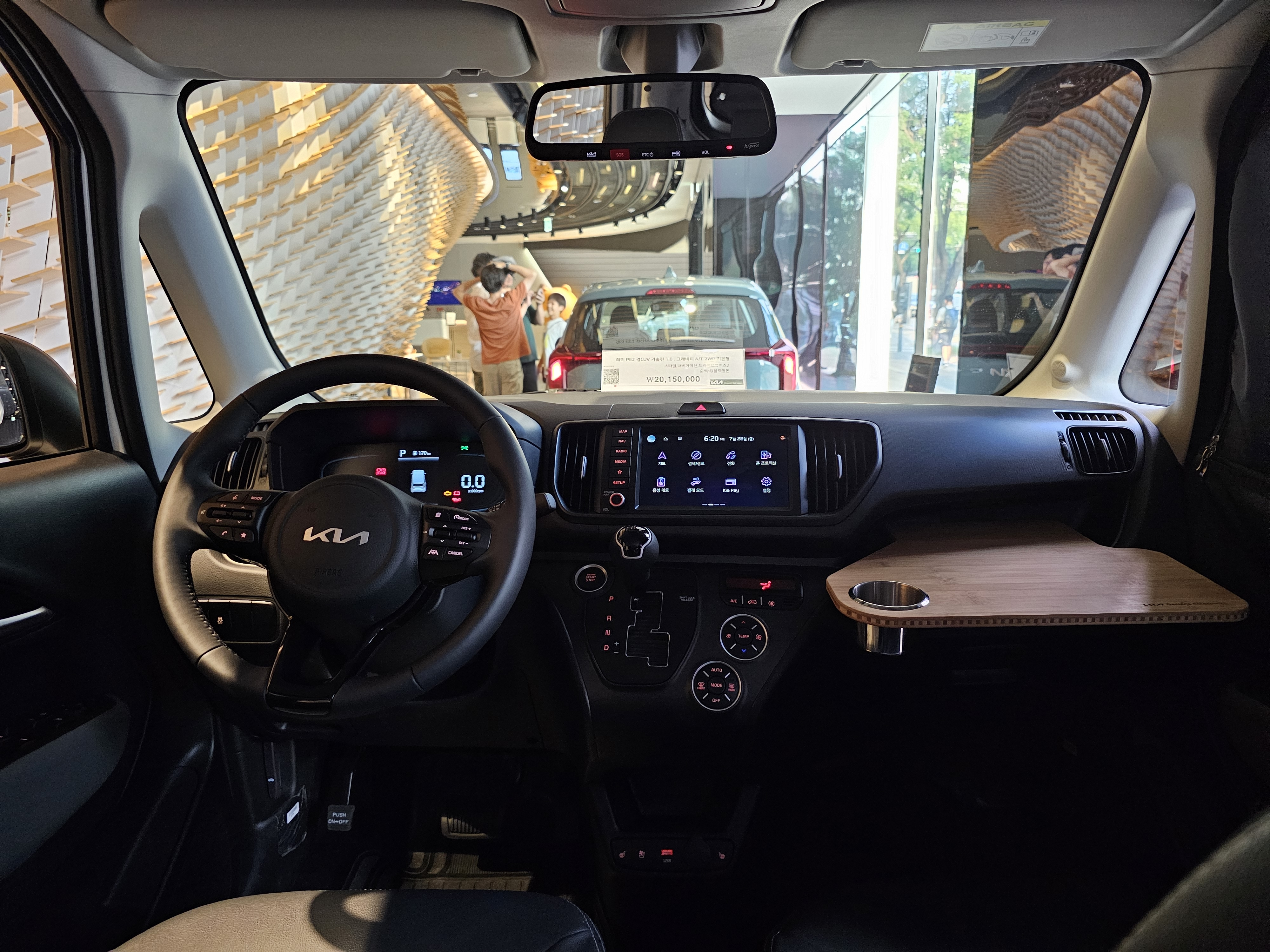
インテリア

## 名前
車名は英語で「光」や「かがやき」を意味する。

## その他
起亜ではこの車の発売以前の2010年、シカゴ・モーターショーにてプラグインハイブリッドカーのコンセプトモデルとしてこのモデルと同じ「レイ」の名を与えているが、こちらは全長4,400mmという中型車であり、名前以外に関連はない。

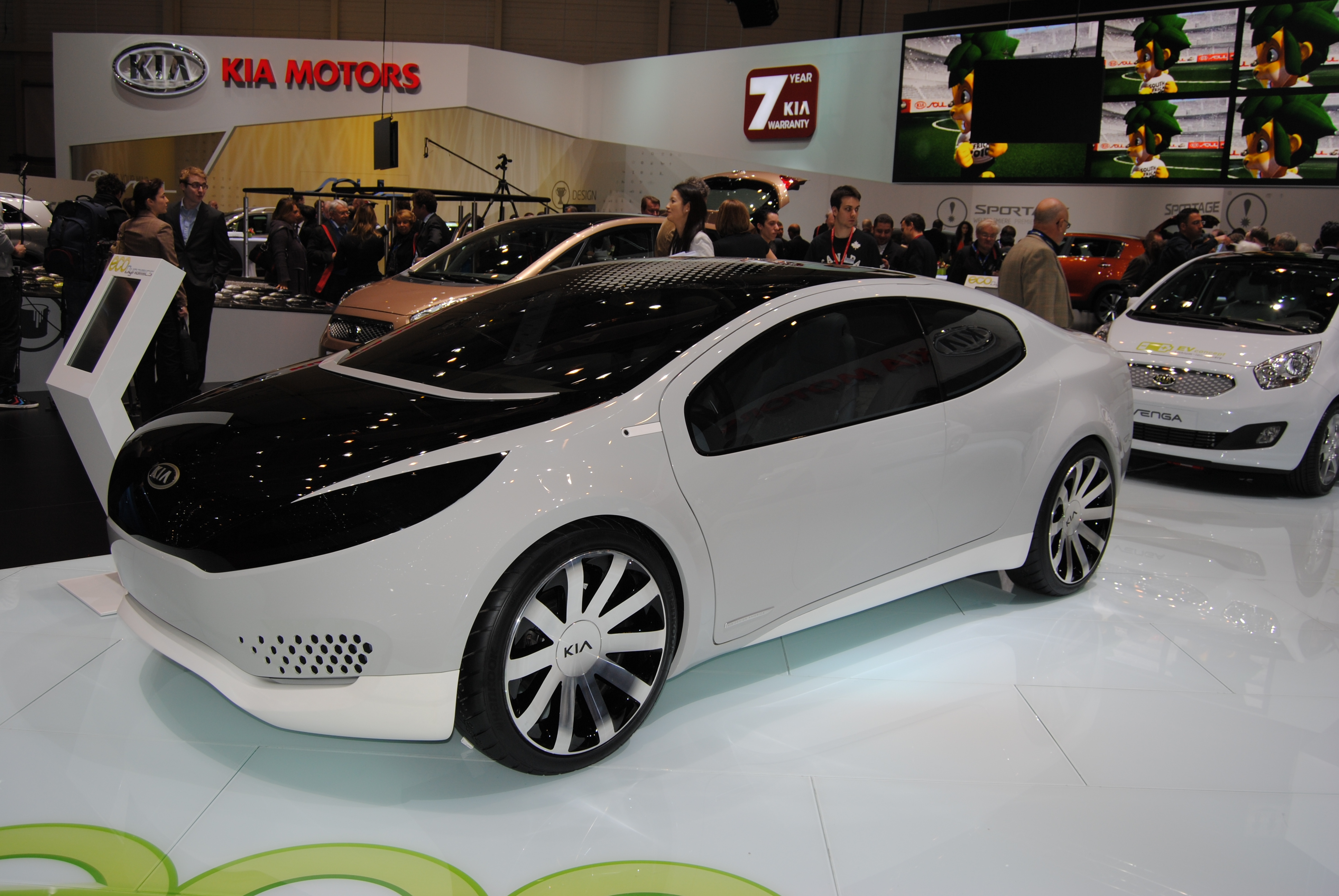
フロント
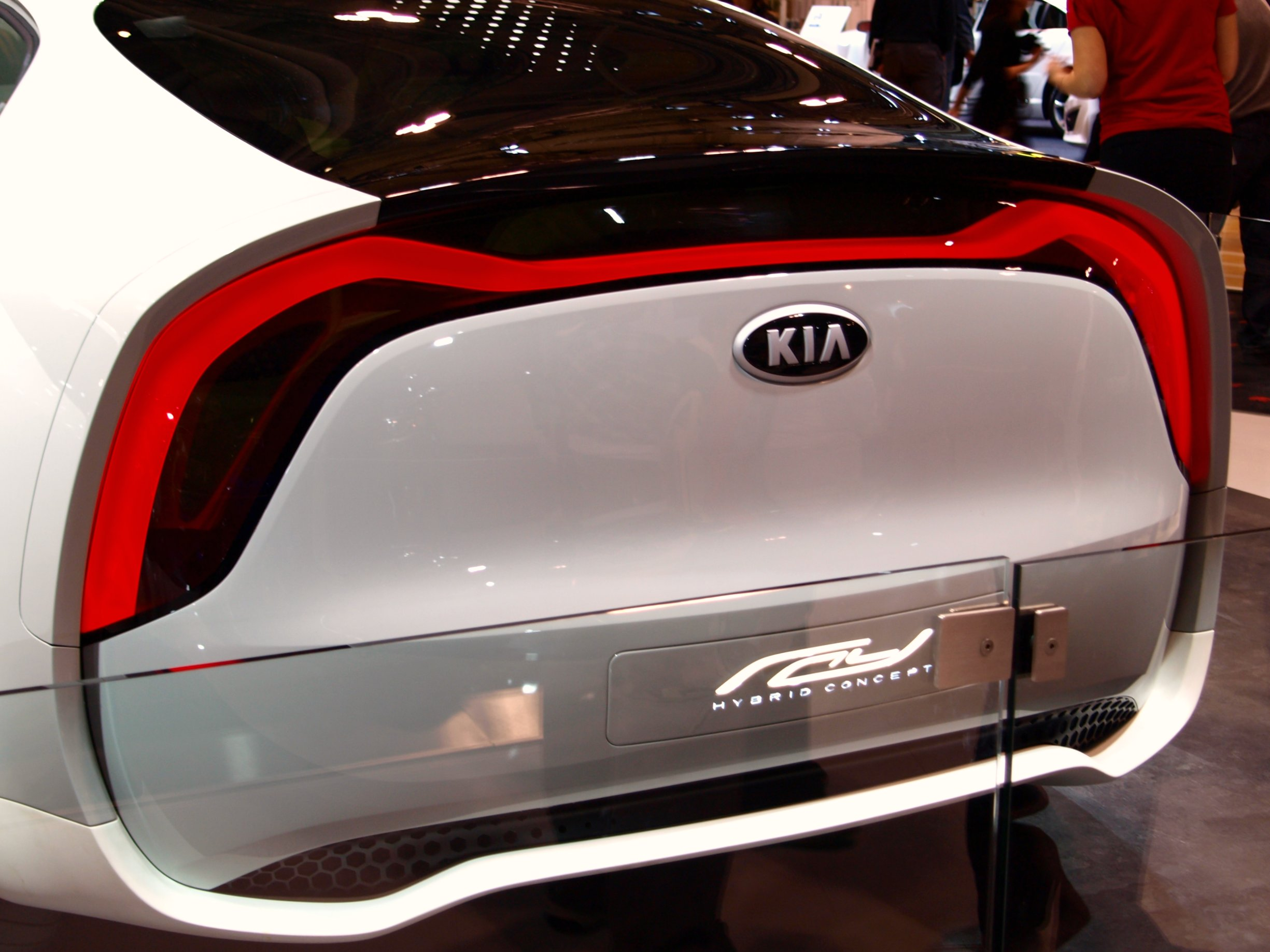
リア
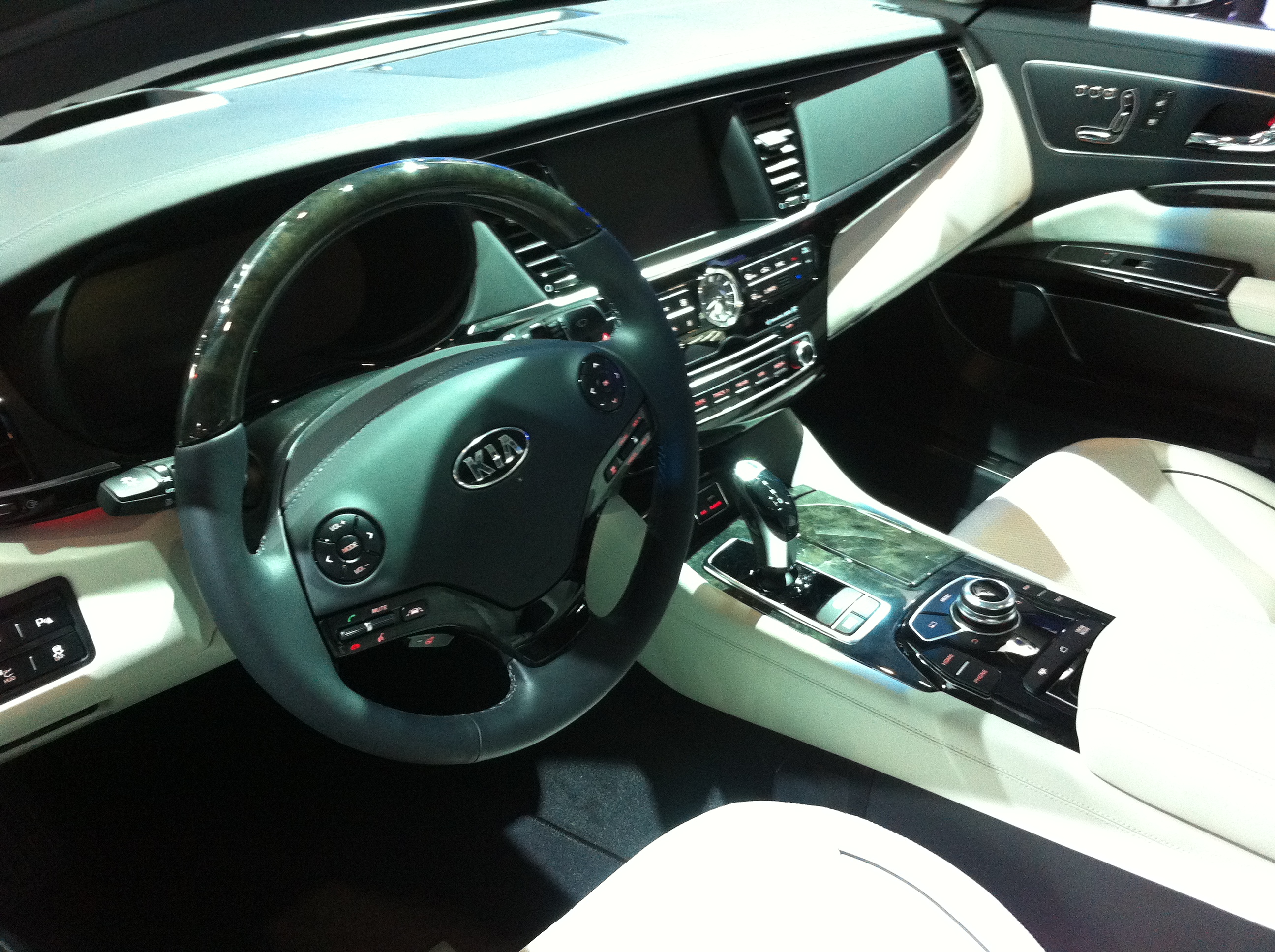
インテリア